# Verlegungsarzteinsatzfahrzeug
Das Verlegungsarzteinsatzfahrzeug (VEF) ist ein Fahrzeug des Rettungsdienstes, das einen Verlegungsarzt zu einem arztbegleiteten Patiententransport bringt.

## Situation in Bayern

### Gründe für die Einführung
In Vorbereitung auf die Neufassung des Bayerischen Rettungsdienstgesetzes (BayRDG) hat das Bayerische Staatsministerium des Inneren das Institut für Notfallmedizin (INM) der Ludwig-Maximilians-Universität München beauftragt, einige Fachanalysen zu erstellen. Unter anderem wurden arztbegleitete Patiententransporte genauer untersucht. Ein Vorschlag, der sich aus diesen Analysen ergeben hat, war die Einführung des VEF. Da gerade außerhalb der Großstädte benachbarte Notarztstandorte teilweise sehr weit auseinander liegen, war es bislang nur schwer möglich, diesen für Verlegungsfahrten zu entbehren. Durch das VEF können beispielsweise Kreiskliniken mit niedrigerer Versorgungsstufe nun problemlos Patienten in Schwerpunktkliniken verlegen, ohne eigenes Personal schicken oder auf den Notarzt zurückgreifen zu müssen. Gerade im Hinblick auf die fortschreitende Spezialisierung von Krankenhäusern nimmt die Notwendigkeit solcher Verlegungen weiter zu.

### Rechtsgrundlage
Die Rechtsgrundlage für den Verlegungsarztdienst mit VEF wurde mit der Novellierung des BayRDG 2009 erstmals in einem Landesrettungsdienstgesetz geschaffen. Damit verbunden war die Neuordnung der Einsatzkategorien. Zum bestehenden Notfall- und Krankentransport wurde der arztbegleitete Patiententransport (ITH, ITW, VEF) hinzugefügt und erstmals geregelt, Art. 2 Abs. 4, 13, 15, 16 BayRDG.

### Aufgaben und Indikationen
Analog zum Notarzteinsatzfahrzeug dient es als Verlegearztzubringer (vgl. Rendezvous-System). Der Verlegearzt führt dann gemeinsam mit einem Rettungswagen arztbegleitete Verlegungsfahrten (meist von Klinik zu Klinik) durch. Die neun VEF werden überregional in die 26 Leitstellenbereiche alarmiert.
Einsatzindikationen sind insbesondere Patienten ohne Beatmungs- und Katecholamintherapie mit 
- der Notwendigkeit einer ärztlichen Überwachung,
- der potentiellen Notwendigkeit einer ärztlichen therapeutischen Intervention während des Transports oder
- einer während des Transports notwendigen intravenösen Medikamententherapie (mit höchstens zwei Spritzenpumpen)

Der Einsatz als ITW/ITH-Ersatz kann erfolgen, wenn sich unter Berücksichtigung der Dringlichkeit und Angemessenheit ein medizinisch relevanter Zeitvorteil ergibt. Bei etwa der Hälfte der Verlegungen handelt es sich um solche Intensivpatienten.
Da auf VEF nur Ärzte mit Notarztqualifikation eingesetzt werden dürfen, ist ein Einsatz in der Notfallrettung grundsätzlich möglich und nach § 4 Satz 2 AVBayRDG auch geboten, wenn es über Funk einsatzbereit gemeldet und ein deutlicher medizinisch relevanter Zeitvorteil zu erwarten ist. Problematisch ist für Disponenten, dass § 4 Satz 2 AVBayRDG die strafrechtlichen Unterlassenstatbestände nicht beseitigt (dazu Art. 31 GG).

### Besatzung
Die Besatzung besteht aus einem Fahrer mit der Mindestqualifikation Rettungssanitäter und einem Notarzt. Im Gegensatz zum Notarztdienst ist der Fahrer zwingend.

### Ausrüstung
Verlegungsarzteinsatzfahrzeuge sind in Bayern wie Notarzteinsatzfahrzeuge auszustatten, § 5 Abs. 2 AVBayRDG.

### Durchführung
| VEF-Standort                          | Organisation                                                    | Ärzte                                                                     | Gründung          | Funkrufname                  |
| ------------------------------------- | --------------------------------------------------------------- | ------------------------------------------------------------------------- | ----------------- | ---------------------------- |
| Augsburg (zum 31.12.2019 eingestellt) | BRK KV Augsburg-Land                                            | Universitätsklinikum Augsburg                                             | 1. März 2011      | Rotkreuz Neusäß 76/1 (a. D.) |
| Bayreuth                              | BRK KV Bayreuth                                                 | Klinikum Bayreuth                                                         | 1. April 2011     | Rotkreuz Bayreuth 2/76/10    |
| Deggendorf                            | MHD Deggendorf                                                  | Klinikum Deggendorf                                                       | 3. Mai 2010       | Johannes Deggendorf 76/1     |
| Erlangen                              | BRK KV Erlangen-Höchstadt                                       | Notarztgruppe Erlangen                                                    | 1. Mai 2010       | Rotkreuz Erlangen 9/76/10    |
| Kempten                               | BRK KV Oberallgäu                                               | Klinikverbund Allgäu                                                      |                   | Rotkreuz Kempten 76/3        |
| München                               | BRK KV München                                                  | München Klinik Bogenhausen (Abteilung für Anästhesiologie)                | 1. Januar 2009    | Rotkreuz München 76/20       |
| Regensburg                            | BRK KV Regensburg                                               | Universitätsklinikum Regensburg Krankenhaus Barmherzige Brüder Regensburg | 10. Januar 2011   | variiert                     |
| Schweinfurt                           | ASB RV Würzburg-Schweinfurt JUH RV Unterfranken MHD Schweinfurt | Klinikärzte aus Schweinfurt                                               | 1. Juli 2011      | Johannes Schweinfurt 76/1    |
| Traunstein                            | MHD Traunstein                                                  | Klinikum Traunstein                                                       | 1. März 2011      | Johannes Traunstein 76/1     |
| Würzburg                              | BRK KV Würzburg JUH RV Unterfranken MHD Würzburg                | Universitätsklinikum Würzburg Notarztgruppe Würzburg                      | 1. September 2010 | Akkon Würzburg 76/1          |
| Landshut                              | IMS Rettungsdienst                                              | IMS Rettungsdienst                                                        | 1. April 2025     | Rettung Kumhausen 76/1       |
| Quelle:                               |                                                                 |                                                                           |                   |                              |

Mit der Novellierung des bayerischen Rettungsdienstgesetzes im Jahr 2022 wird zusätzlich die Ressource Verlegungsrettungswagen (V-RTW), Art. 15 Abs. 1 BayRDG, eingeführt und soll damit in Zukunft gemeinsam mit dem VEF für den arztbegleiteten Patiententransport genutzt werden. Allerdings ist noch nicht bekannt, ab wann und wo die neuen Rettungsmittel eingesetzt werden.

## Situation im Saarland
Seit Juni 2008 wird im Rettungszweckverband Saar im Rahmen einer Pilotphase ein Sekundär-Notarzt vorgehalten. Er soll die Dienstleistungspalette des auf Intensiv-Verlegungen spezialisierten Intensiv-Transport-Mobils sinnvoll ergänzen.

### Durchführung
Vertragspartner des Zweckverbands für Rettungsdienst und Feuerwehralarmierung Saar und mit der Durchführung des Dienstes beauftragt ist die SHG-Klinik in Völklingen. Sie stellt den Arzt. Die Kosten trägt der Zweckverband. Das Fahrzeug ist an der Rettungswache Völklingen stationiert und trägt den Rufnamen Rettung Saar 10/91.

### Ausstattung
- Notfallrucksack
- EKG/ Defibrillator
- 4 m-Band Funkgerät
- Mobiltelefon mit Freisprecheinrichtung
- Beatmungsgerät
- Spritzenpumpe
- Notfallrucksack Kind
- Absaugpumpe

### Bereitschaftszeiten
Der zusätzliche Notarztdienst steht werktags von 16.30 Uhr bis 7.30 Uhr und an Wochenenden und Feiertagen von 17.30 Uhr bis 7.30 Uhr zur Verfügung.
Durch einen Zweckverbandsbeschluss vom 13. März 2013 wurde die Dienstzeit des Verlegungsarztes auf täglich von 7:30 bis 19:30 Uhr herabgesetzt.

### Indikationen
- Akuter Myokardinfarkt / instabile Angina pectoris: Verlegung zur kardiologischen / kardiochirurgischen Versorgung
- Schlaganfall / Intracerebrale Blutung: Verlegung zur neurologischen / neurochirurgischen Versorgung
- Andere Indikationen, bei denen eine Anschlussversorgung aus vitaler Indikation innerhalb von 60 Minuten erforderlich ist